# Modular Painting with Four Panels, 4
Modular Painting with Four Panels, #4 est un tableau réalisé par Roy Lichtenstein en 1969. Cette toile en quatre panneaux exécutée à la peinture à l'huile et acrylique est conservée au musée national d'Art moderne, à Paris.